# San Antonio Aguas Calientes
Ne doit pas être confondu avec Aguascalientes.
Pour les articles homonymes, voir San Antonio et Aguas Calientes.
San Antonio Aguas Calientes est une ville du Guatemala dans le département de Sacatepéquez.